# Giovanni Antonio Terzi
Giovanni Antonio Terzi (Bergamo, 1580 c – dopo il 1600?) è stato un compositore e liutista italiano.

## Biografia
Nessuna notizia si ha sulla sua vita. Secondo la testimonianza di D. Calvi (Scena letteraria de gli scrittori bergemaschi (Bergamo, 1664) Terzi fu un ottimo musicista e compositore, tanto che lo stesso padre agostinano Domenico Calvi, di lui scrive: "Sua professione particolare fu la Musica per cui si rese in Patria, & fuori molto stimato. Amò la vocale ma più la sonora, & se con la voce emualva l'armonia de Cieli, con suono del Liuto gareggiava con quella degl'Angeli"
Suo padre Ippolito Terzi abitatore di Borgo di Terzo (anticamente Borgo de Tertio), un antico borgo situato in Val Cavallina (Bg). Il padre Ippolito è autore di una Gagliarda presente nel Primo Libro di Intavoltaura del 1593, con il titolo: Nova gagliarda del padre de l'autore. 

## Le opere
- Intavolatura di liutto, accomodata con diversi passaggi per suonar in concerti a duoi liutti, & solo, libro primo. Il quale contiene Motetti, Contraponti; Canzoni Italiane, e Alemanni (Venezia, 1593  con introduzione O. Cristoforetti)
- Il secondo libro de Intavolatura di liuto... nella quale si contengono Fantasie, Motetti, Canzoni, Mardigali, Pass'e mezi et Balli di varie et diverse sorti (Venezia 1599).